# ناو کلاس ایبوکی
کروزر کلاس ایبوکی (به انگلیسی: Ibuki-class cruiser) یک کلاس از کشتی است که طول آن ۲۰۰٫۶ متر (۶۵۸ فوت ۲ اینچ) می‌باشد.